# Zagen
Zagen is een verspanende bewerking die met de hand of met een machine kan worden uitgevoerd. Het hiervoor gebruikte gereedschap of machine is voorzien van een zaagblad. Met de tanden hiervan, die snijkanten hebben, kan een snede in het te bewerken materiaal worden gemaakt. Meestal wordt het materiaal doorgesneden. De verplaatsing van de zaag door het materiaal noemen we de aanzet of de voeding. Het zaagblad voert de snijbeweging uit, de voedingsbeweging wordt teweeg gebracht door druk uit te oefenen op het zaagblad, of op het te bewerken materiaal.

## Processen

### Zagen met een recht blad
Deze zaag maakt een heen-en-weergaande beweging. De zaagtanden van bijvoorbeeld een handzaag verwijderen materiaal van het te zagen voorwerp (en worden ook aan die kant geslepen) in de richting van de duwbeweging van de zaag. Tussen de snijbewegingen door moet het blad worden teruggebracht naar de beginpositie. Om onnodige slijtage van de snijkanten te voorkomen wordt tijdens de niet snijdende teruggaande slag geen druk uitgeoefend, soms wordt het blad hierbij iets opgetild. Omdat de zaag gedurende de helft van de heen-en-weergaande beweging geen materiaal verwijdert, kost deze manier van zagen, vergeleken met andere zaagmethoden, meer tijd.

### Zagen met een lintzaag
Bij het zagen met een lintzaag wordt gewerkt met een doorlopend lint van soms enkele meters lang. Het lint snijdt maar een kant op, maar doordat het doorloopt hoeft het niet te worden teruggehaald. Het lint wordt gelijkmatig belast, waardoor de slijtage ook gelijkmatig is en de levensduur hoog.

### Zagen met een cirkelzaag
Bij het zagen met een cirkelzaag wordt gebruikgemaakt van een schijf met rondom zaagtanden. Net als bij een lintzaag is er sprake van een doorlopende snijbeweging met de bijbehorende gelijkmatige belasting en slijtage. Een verschil met de lintzaag is dat een cirkelzaag stabieler is dan een lintzaag en met grotere snelheid kan werken..